# Zorodictyna silvadavilae
Espèce
Zorodictyna silvadavilae est une espèce d'araignées aranéomorphes de la famille des Udubidae.

## Distribution
Cette espèce est endémique de la région Sava à Madagascar,. Elle se rencontre dans les parcs de Marojejy et de Masoala.

## Description
Le mâle holotype mesure 17,60 mm et la femelle paratype 23,00 mm, les mâles mesurent de 17,60 à 24,00 mm et les femelles de 23,00 à 32,50 mm.

## Systématique et taxinomie
Cette espèce a été décrite par Henrard, Griswold et Jocqué en 2024.

## Étymologie
Cette espèce est nommée en l'honneur de Diana Silva-Dávila.

## Publication originale
- Henrard, Griswold & Jocqué, 2024 : « On new genera and species of crack-leg spiders (Araneae, Udubidae) from Madagascar. » European Journal of Taxonomy, vol. 966, p. 1-80 (texte intégral).